# 피에트로 모체니고

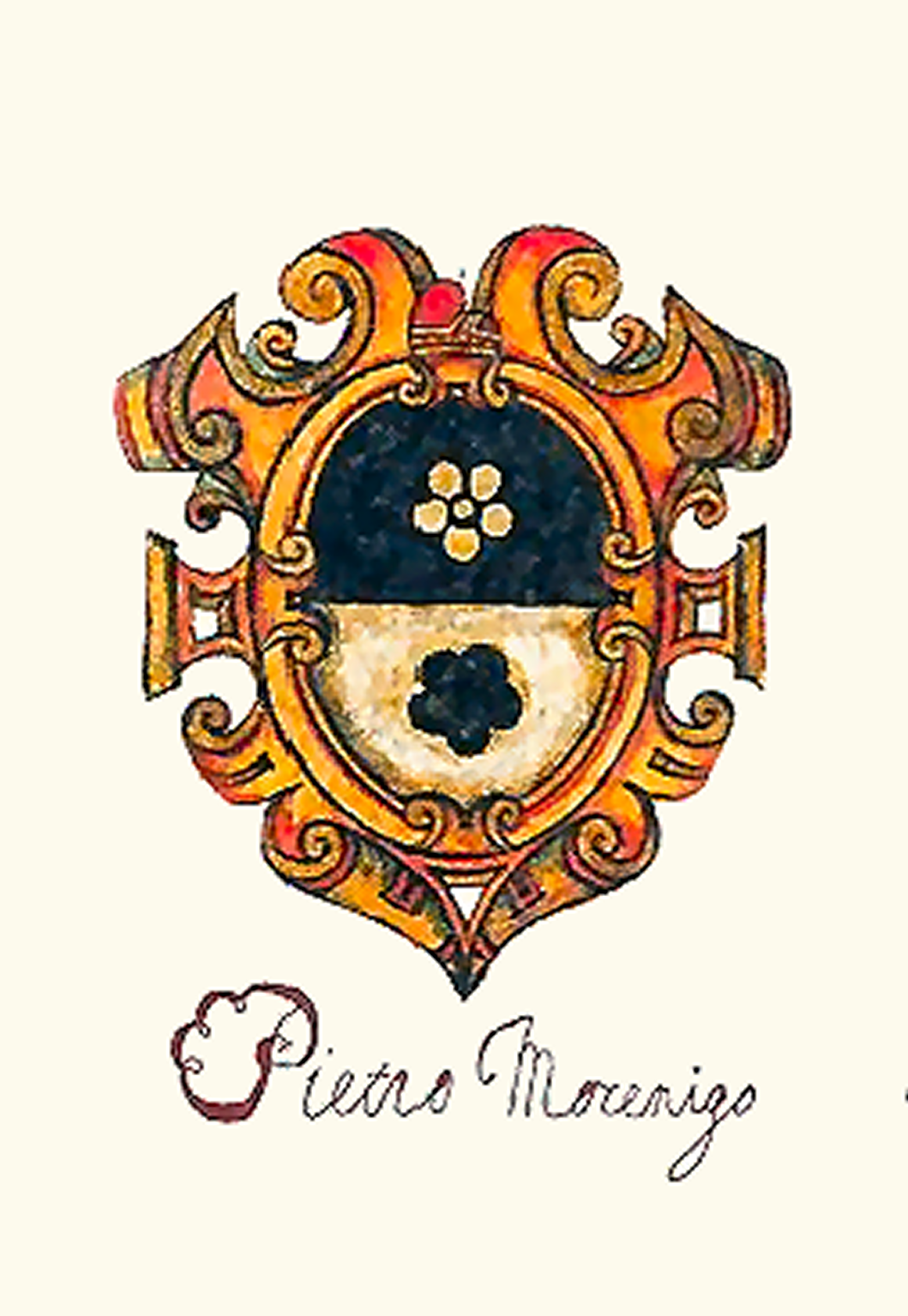
피에트로 모체니고 문장

피에트로 모체니고(Pietro Mocenigo, 1406년–1476년)는 1474년부터 1476년까지의 베네치아 공화국의 도제이다.
그는 베네치아 제독 중 가장 우수한 이 중 한 명이였고 1470년에 네그로폰테에서 패배한 이후 몰락해 가던 베네치아 해군의 성쇠를 부활시켰다. 1472년에 그는 스미르나를 함락시켜 파괴시켰고, 다음해 그는 키프로스의 왕비인 카트린 코르나로를 베네치아의 보호하에 두었고 이를 통하여, 1475년에 공화국은 키프로스를 손에 넣었다. 그는 스쿠타리 (오늘날의 슈코더르)를 포위하던 튀르크인들을 격퇴시켜냈지만, 그곳에서 병을 걸려 사망하고 만다. 그는 도제들의 전통적인 장례식이 열리는 산티 조반니 에 파올로 성당에 피에트로 롬바르도가 만든 무덤과 함께 매장되었다.
모체니고 갤리 함장 중 한 명인 코리올라노 치피코 (코리올란 치피코, Koriolan Cipiko, 1425년–93년)는 15세기 후반 기독교인과 오스만 사이의 분쟁에 대한 필사본을 작성했었다.

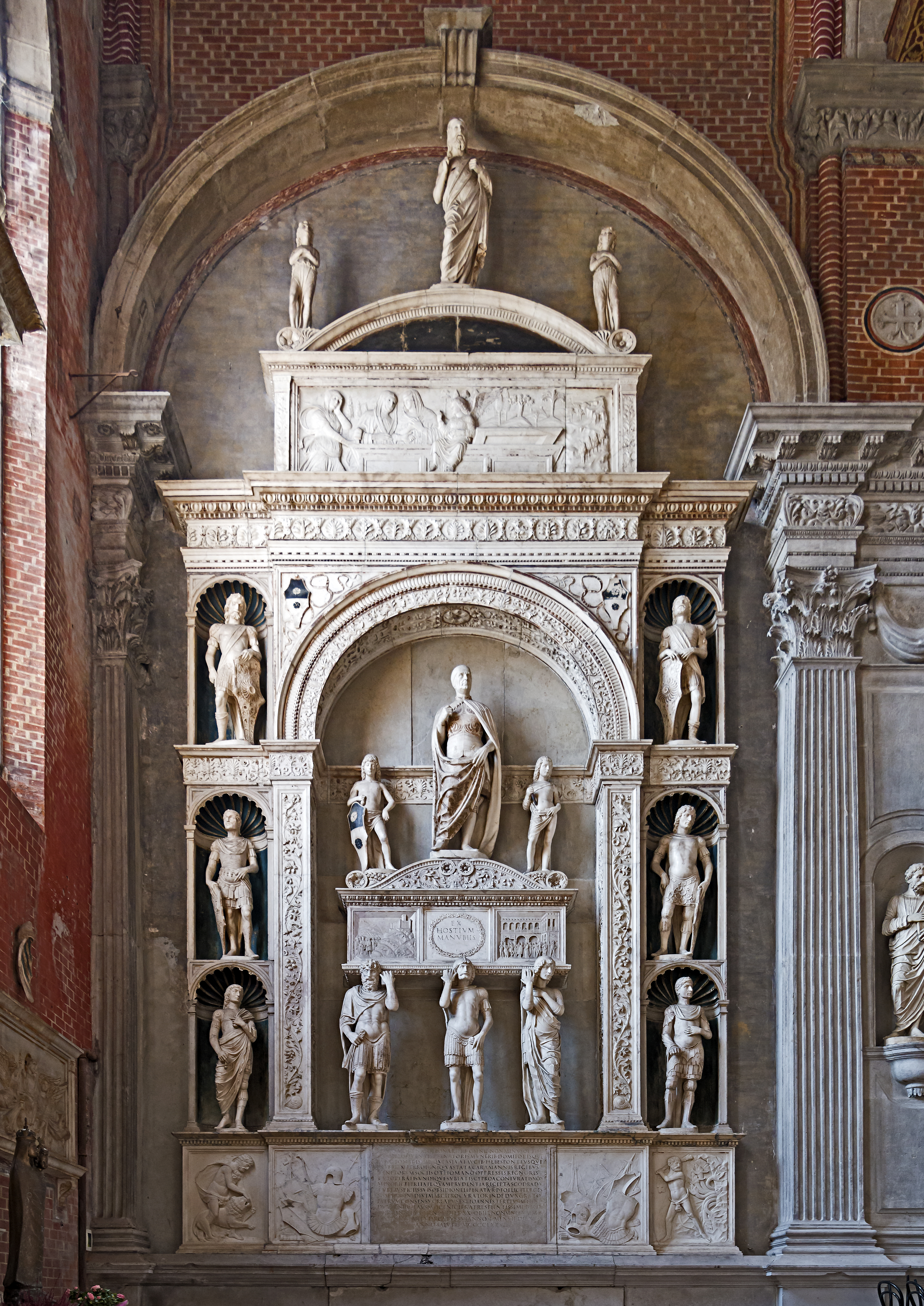
툴리오, 피에트로 롬바르도가 만든 피에트로 모체니고의 무덤

모체니고는 라우라 초르치(Laura Zorzi)와 혼인했었다.

## 같이 보기
- 모체니고 가